# Giulietta Simionato
Giulietta Simionato (ur. 12 maja 1910 we Forlì, zm. 5 maja 2010 w Rzymie) – włoska śpiewaczka operowa, mezzosopran, jedna z legend powojennej sceny operowej, znakomita wykonawczyni zarówno ról tragicznych, jak i komicznych.

## Kariera

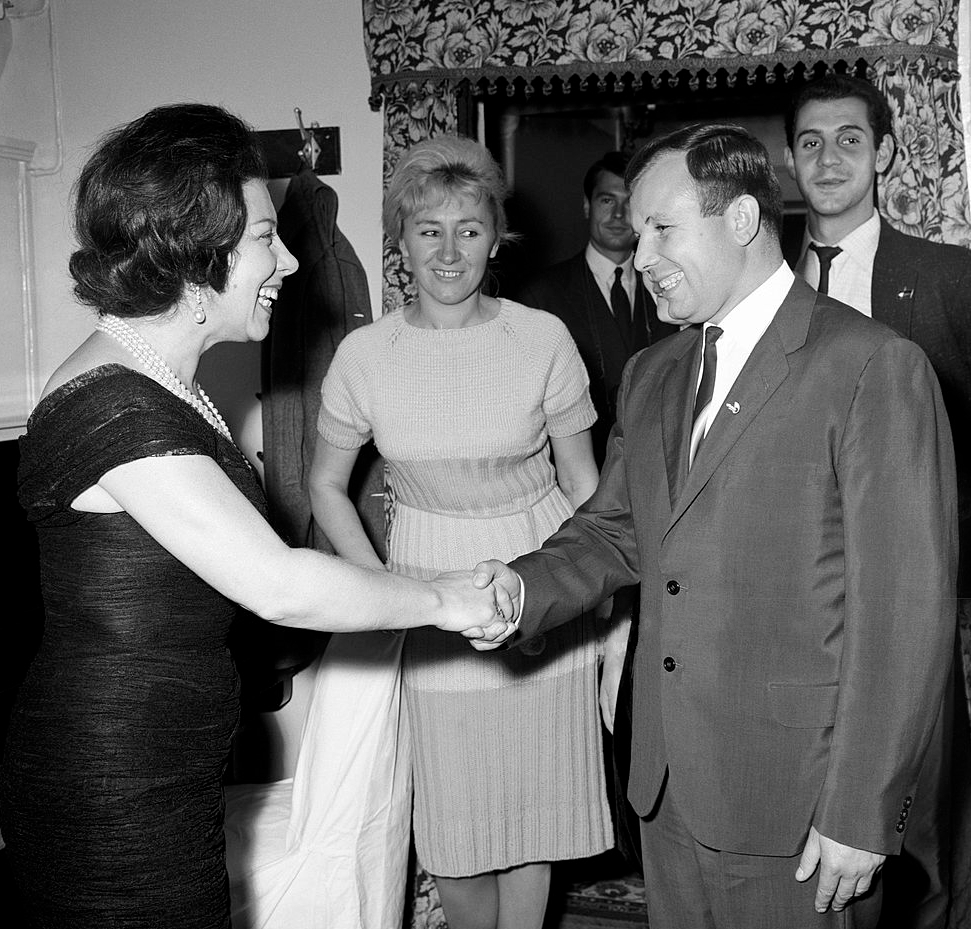
Giulietta Simionato (po lewej) z Jurijem Gagarinem, podczas występu w Teatrze Bolszoj (1964)

Studiowała śpiew w Rovigo i Padwie, gdzie też zadebiutowała w 1928 r. Chociaż w 1936 r. zadebiutowała w La Scali, przez pierwsze piętnaście lat kariery grała jedynie małe role. Przełom nastąpił pod koniec lat 40. Wówczas prawie trzydziestoletnia Simionato stała się jedną z bardziej cenionych mezzosopranistek na świecie, występując z dwiema najsłynniejszymi śpiewaczkami swoich czasów Marią Callas i Renatą Tebaldi. Od 1953 śpiewała w Covent Garden, w 1959 pierwszy raz pojawiła się w Metropolitan Opera. W latach 1954–1961 była artystką Opery Lirycznej w Chicago. Wykonywała partie mezzosopranowe oraz niektóre role napisane dla sopranów. Zadziwiała wszechstronnością, równie przekonująco wykonując partie dramatyczne, jak i role komiczne, jednak jej głównym polem do popisu pozostawały opery Verdiego.
Śpiewała z największymi gwiazdami sceny operowej: m.in. z Marią Callas, Renatą Tebaldi, Magdą Olivero, Leylą Gencer, Frankiem Correllim, Mariem Del Monaco, Giuseppe Di Stefano, Ettore Bastianinim.
Zakończyła karierę w 1966, by zająć się reżyserią teatralną.

## Wybrane partie operowe
- Rozyna w Cyruliku sewilskim
- Izabela we Włoszce w Algierze
- Kopciuszek w operze Rossiniego pod tym samym tytułem
- Carmen
- Amneris w Aidzie
- Eboli w Don Carlosie
- Azucena w Trubadurze
- Preziosilla w Mocy przeznaczenia
- Laura w Giocondzie
- Jane Seymour w Annie Boleyn
- Adalgiza w Normie
- Nedda w Pajacach
- Charlotta w Werterze
- Ulryka w Balu maskowym
- Walentyna w Hugonotach